# Pseudosinella nata
Pseudosinella nata är en urinsektsart som beskrevs av Christiansen och Bellinger 1980. Pseudosinella nata ingår i släktet Pseudosinella och familjen brokhoppstjärtar. Inga underarter finns listade i Catalogue of Life.